# Мигуновская улица
Мигуно́вская улица — упразднённая улица в Приморском районе Санкт-Петербурга.

## Местоположение
Мигуновская улица отходила от Поклонногорской улицы на юго-восток, и по дуге доходила до 1-й Полевой улицы. Своё название получила в конце XIX века по фамилии крестьянина Мигунова, одного из первых владельцев участка.
Первоначально на планах города изображался только южный отрезок, без связи с остальной уличной сетью. Соединение с Поклонногорской улицей состоялось уже в 1930-х годах.
На планах 1988 и 2003 годов Мигуновская улица показана как повторяющая очертания участка Озерковской линии Приморской железной дороги, на трассе которой с 1948 по 1990 годы находился участок узкоколейной Малой Октябрьской железной дороги. На схематичных планах 1930-х — 1950-х годов на этом месте показана «Приморская дорога» той же конфигурации, что и современная Солунская улица.
Улица была упразднена 31 декабря 2008 года (вошла в состав Солунской улицы).
В районе Чёрной речки с 1883 года существовала другая Мигуновская улица, которая позднее вошла в состав улицы Савушкина.